# José Santos Chocano
José Santos Chocano Gastañodi (Lima, 14 de maio de 1875 - Santiago do Chile, 13 de julho de 1934) foi um poeta peruano, conhecido também pelo pseudônimo de "El Cantor de América" (O Cantor da América). Em sua poesia descreve e representa seu país, onde é mais conhecido - bem como também no meio literário - apenas por Chocano.

## Biografia
Walt Whitman tiene el norte, pero yo tengo el sur— Chocano
Ingressou na faculdade de letras da Universidad Nacional Mayor de San Marcos, com a idade de catorze anos. Teve uma vida agitada, acusado de subversão, foi preso aos vinte anos, o que o levou a percorrer a América, como diplomata e aventureiro. Assim foi que desempenhou, desde tenra idade, algumas missões diplomáticas por seu país e que levaram-no inicialmente à Colômbia e logo à Espanha. Foi secretário de Pancho Vila e colaborador do ditador gautemalteco Manuel Estrada Cabrera, o que quase o levou ao fuzilamento em 1920, quando este foi derrubado. Em 1922, em Lima, foi feito poeta laureado, a 31 de outubro de 1925.
Numa disputa, matou o jovem escritor e rival Edwin Elmore. Preso, foi solto em dois anos por um indulto, indo viver em Santiago onde, em 1934, foi assassinado numa rua por Martín Bruce Padilla, por um esquizofrênico que acreditava possuir Chocano um mapa de tesouro.

## Estilo literário
É considerado pela crítica como modernista, movimento do qual foi um dos representantes peruanos mais distintos na língua espanhola, junto a nomes como Rubén Darío (Nicarágua), Manuel González Prada (Peru), José Martí (Cuba), Manuel Gutiérrez Nájera (México), José Asunción Silva (Colômbia) e outros proeminentes dentro desse estilo literário. Entretanto, alguns autores, como o estadunidense Willis Knapp Jones, o colocam como romântico, chegando a denominá-lo como "novomundista".

## Poesias de José Santos Chocano
Dentre suas obras poéticas ressaltam:
- Iras Santas (Poesias).- Lima; (Biblioteca de "El Perú Ilustrado"; imprenta del estado, Rifa, 58;
- En La Aldea Poesias.- Lima, San Pedro de los Chorrillos Estío y Otoño de 1893; Biblioteca de "el Peru Ilustrado"; Imprenta del Estado, Rifa, 58; 127 págs.; 1895; José S. Chocano.
- Azahares (Versos [[Lirícos),- Lima; Imprenta del Estado, Rifa, 58; 79 págs.; 1896; José S. Chocano.
- Selva Virgen - Lima; 1896 (Poemas e Poesias) - París; Garnier Hermanos, Libreros-Editores 6, Rue de Saints-Pères, 6; 252 págs.; 1901; José S. Chocano.
- La Epopeya Del Morro [Poema Americano] Lima; Imprenta "El Comercio".
- El Derrumbe - Lima; 1899 (LAS).